# デュビン・ジョンソン症候群
デュビン・ジョンソン症候群（デュビン・ジョンソンしょうこうぐん、英語：Dubin–Johnson syndrome、ドゥビン・ジョンソン症候群とも表記する）は、常染色体劣性遺伝の疾患で、血漿中の抱合型ビリルビンの濃度が上昇するが、肝酵素のALTやASTが上昇しないという状態を呈する。この状態は、抱合型ビリルビンを胆汁に分泌するという肝細胞の能力の欠如に伴って生じるもので、ローター症候群に類似する。デュビン・ジョンソン症候群は一般には無症状であるが、検査に基づいて乳児期早期に診断が可能である。

## 病理生態
抱合型高ビリルビン血症は、陰イオン性抱合体を肝細胞から胆汁中へと分泌する内因性および外因性の輸送機能の異常の結果生じるものである。グルクロン酸抱合されたビリルビンの胆汁中への分泌の障害は、毛細胆管の多剤耐性関連タンパク質 (MRP2, en:Multidrug resistance-associated protein 2)とよばれるトランスポーターに異常が生じた結果起きるものである。暗い色に着色した肝臓は、アドレナリンの代謝物が重合したものによって生じるもので、ビリルビンではない。

## 診断
デュビン・ジョンソン症候群の特徴は、ヘム生合成物の副産物の比率が通常とは違っている点である。
- 正常な事例でのコプロポルフィリンIIIに対するコプロポルフィリンIの比率は、およそ3〜4:1である。
- デュビン・ジョンソン症候群の患者では、この比率が逆転し、コプロポルフィリンIがコプロポルフィリンIIIよりも3〜4倍高くなる。尿中ポルフィリンの分析ではコプロポルフィリンの量は正常レベルであるが、アイソマーIが全体の80%を占める（正常では25%である）。

検死では、肝臓は色素の蓄積により暗いピンク色か黒い色を呈する。
ビリルビンを毛細胆管に分泌する働きを担う多剤耐性関連タンパク質 (MRP)には幾種類もある。このタンパク質のアイソフォームのひとつは肝細胞の頂端膜に位置し、グルクロニドとグルタチオン抱合物を血中へと輸送する働きを担う。
γ-グルタミルトランスフェラーゼ (GGT)が高濃度であることは、胆管閉塞が関わる病理学的診断の一助となる。
デュビン・ジョンソン症候群はローター症候群に類似するが、以下の点で鑑別できる。
|                              | ローター症候群               | デュビン・ジョンソン症候群                                                                 |
| 肝臓の見た目                 | 肉眼的にも組織学的にも正常   | 肝に黒色色素が沈着している                                                                 |
| 胆嚢の造影                   | 経口胆嚢造影で造影できる     | 胆嚢は造影できない                                                                         |
| 総尿コプロポルフィリン含有量 | 高値で、アイソマー1は70%未満 | 正常で、80%以上がアイソマー1（正常な尿にはアイソマー1よりもアイソマー3の方が多く含まれる） |

## 遺伝

デュビン・ジョンソン症候群は常染色体劣性遺伝で形質が伝わる。

デュビン・ジョンソン症候群は、多剤耐性関連タンパク質遺伝子（ABCトランスポータースーパーファミリー）の欠失によるものである。この疾患は常染色体劣性遺伝で、変異が細胞質/結合ドメインに影響を及ぼすところから、おそらく機能変異の損失によるものとされる。

## 予後
デュビン・ジョンソン症候群の予後は良好であり、治療はたいていの場合不要である。ほとんどの親は無症状であり、寿命は正常である。一部の新生児は胆汁鬱滞を呈する。ホルモン治療による避妊や妊娠によって、明らかな黄疸（眼や皮膚の黄染）を呈することがある。